# مقاطعة بلير (بنسلفانيا)
مقاطعة بلير (بالإنجليزية: Blair County, Pennsylvania)‏ هي إحدى مقاطعات ولاية بنسلفانيا في الولايات المتحدة. بلغ عدد سكانها 127089 نسمة في عام 2010 حسب إحصاء مكتب تعداد الولايات المتحدة.

## المناخ
يظهر الجدول التالي التغييرات المناخية على مدار السنة لمقاطعة بلير:
| البيانات المناخية لـمقاطعة بلير          | البيانات المناخية لـمقاطعة بلير | البيانات المناخية لـمقاطعة بلير | البيانات المناخية لـمقاطعة بلير | البيانات المناخية لـمقاطعة بلير | البيانات المناخية لـمقاطعة بلير | البيانات المناخية لـمقاطعة بلير | البيانات المناخية لـمقاطعة بلير | البيانات المناخية لـمقاطعة بلير | البيانات المناخية لـمقاطعة بلير | البيانات المناخية لـمقاطعة بلير | البيانات المناخية لـمقاطعة بلير | البيانات المناخية لـمقاطعة بلير | البيانات المناخية لـمقاطعة بلير |
| الشهر                                    | يناير                           | فبراير                          | مارس                            | أبريل                           | مايو                            | يونيو                           | يوليو                           | أغسطس                           | سبتمبر                          | أكتوبر                          | نوفمبر                          | ديسمبر                          | المعدل السنوي                   |
| ---------------------------------------- | ------------------------------- | ------------------------------- | ------------------------------- | ------------------------------- | ------------------------------- | ------------------------------- | ------------------------------- | ------------------------------- | ------------------------------- | ------------------------------- | ------------------------------- | ------------------------------- | ------------------------------- |
| الدرجة القصوى °ف (°م)                    | 78 (26)                         | 76 (24)                         | 85 (29)                         | 91 (33)                         | 94 (34)                         | 97 (36)                         | 103 (39)                        | 102 (39)                        | 96 (36)                         | 90 (32)                         | 82 (28)                         | 74 (23)                         | 103 (39)                        |
| متوسط درجة الحرارة الكبرى °ف (°م)        | 31.9 (−0.1)                     | 34.6 (1.4)                      | 44.7 (7.1)                      | 57.8 (14.3)                     | 67.6 (19.8)                     | 77.1 (25.1)                     | 81.4 (27.4)                     | 80.3 (26.8)                     | 72.3 (22.4)                     | 61.3 (16.3)                     | 49.4 (9.7)                      | 37.1 (2.8)                      | 57.9 (14.4)                     |
| متوسط درجة الحرارة الصغرى °ف (°م)        | 15.6 (−9.1)                     | 17.7 (−7.9)                     | 25.5 (−3.6)                     | 36.6 (2.6)                      | 46.8 (8.2)                      | 54.9 (12.7)                     | 60.2 (15.7)                     | 58.4 (14.7)                     | 51.3 (10.7)                     | 41.4 (5.2)                      | 32.1 (0.1)                      | 21.9 (−5.6)                     | 38.5 (3.6)                      |
| أدنى درجة حرارة °ف (°م)                  | −29 (−34)                       | −25 (−32)                       | −7 (−22)                        | 8 (−13)                         | 20 (−7)                         | 32 (0)                          | 38 (3)                          | 34 (1)                          | 26 (−3)                         | 15 (−9)                         | 0 (−18)                         | −13 (−25)                       | −29 (−34)                       |
| الهطول إنش (مم)                          | 2.64 (67)                       | 2.43 (62)                       | 3.48 (88)                       | 3.63 (92)                       | 4.30 (109)                      | 4.08 (104)                      | 4.14 (105)                      | 3.50 (89)                       | 3.85 (98)                       | 3.43 (87)                       | 3.71 (94)                       | 3.11 (79)                       | 42.64 (1٬083)                   |
| متوسط تساقط الثلوج إنش (سم)              | 11.2 (28)                       | 14.3 (36)                       | 16.9 (43)                       | 2.5 (6.4)                       | 0.1 (0.25)                      | 0 (0)                           | 0 (0)                           | 0 (0)                           | 0 (0)                           | 0.2 (0.51)                      | 3.3 (8.4)                       | 12.1 (31)                       | 60.6 (154)                      |
| المصدر: Pennsylvania State Climatologist |                                 |                                 |                                 |                                 |                                 |                                 |                                 |                                 |                                 |                                 |                                 |                                 |                                 |

## وصلات خارجية
- www.blairco.org